# Ярослав (гміна)
Гміна Ярослав (пол. Gmina Jarosław) — сільська гміна у східній Польщі. Належить до Ярославського повіту Підкарпатського воєводства. Місцева влада знаходиться в місті Ярослав.
Станом на 31 грудня 2011 у гміні проживало 13013 осіб.

## Територія
Згідно з даними за 2007 рік площа гміни становила 114.05 км², у тому числі:
- орні землі: 86.00%
- ліси: 2.00%

Таким чином площа гміни становить 11.08% площі повіту.

## Населення
Станом на 31 грудня 2011:
| Опис     | Загалом | Загалом | Чоловіки | Чоловіки | Жінки | Жінки |
| -------- | ------- | ------- | -------- | -------- | ----- | ----- |
| одиниця  | осіб    | %       | осіб     | %        | осіб  | %     |
| все      | 13013   | 100     | 6381     | 49.04    | 6632  | 50.96 |
| міське   | 0       | 100     | 0        |          | 0     |       |
| сільське | 13013   | 100     | 6381     | 49.04    | 6632  | 50.96 |

## Солтиства
- Вілька Полкинська
- Воля Бухівська
- Згода
- Конячів
- Костків
- Лежахів-Осада
- Маковисько
- Моравсько
- Муніна
- Полкіни
- Собятин
- Сурохів
- Тучапи

## Історія
Об'єднана сільська гміна Муніна з центром у місті Ярослав утворена в Ярославському повіті 1 серпня 1934 року з дотогочасних гмін сіл:
- Кидаловичі
- Конячів
- Моравсько
- Муніна
- Собятин
- Сурохів
- Тучапи
- Ветлин
- Висоцько

У середині вересня 1939 року німці окупували територію гміни, однак вже 26 вересня 1939 року мусіли відступити з правобережної половини (з селами Ветлин, Висоцько, Конячів, Собятин і Сурохів) оскільки за пактом Ріббентропа-Молотова вона належала до радянської зони впливу. 17 січня 1940 року територія ввійшла до новоутвореного Ляшківського району Львівської області. В червні 1941, з початком Радянсько-німецької війни, територія знову була окупована німцями. В липні 1944 року радянські війська оволоділи цією територією.
У жовтні 1944 року західні райони Львівської області віддані Польщі, а українське населення вивезено до СРСР та на понімецькі землі.

## Сусідні гміни
Гміна Ярослав межує з такими гмінами: В'язівниця, Ляшки, Павлосюв, Переворськ, Радимно, Сінява, Триньча, Хлопіце, Ярослав.